# Aeshnidae
Aeshnidae Rambur, 1842 è una famiglia di insetti dell'ordine degli Odonata (sottordine Anisoptera).
Di questa famiglia fanno parte le libellule più robuste, suddivise in circa 420 specie.
Diffuse in tutto il mondo, occupano habitat diversi, dagli stagni alle città.
Si distinguono per i loro grandi occhi e per il lungo pterostigma delle ali.
Le ali posteriori possiedono grandi lobi interni.
Appartiene alla famiglia la specie Tetracanthagyna plagiata, la libellula più grande al mondo.

## Tassonomia
Comprende i seguenti generi:
- Acanthaeschna
- Adversaeschna
- Aeschnophlebia
- Aeshna
- Agyrtacantha
- Allopetalia
- Amphiaeschna
- Anaciaeschna
- Anax
- Andaeschna
- Antipodophlebia
- Austroaeschna
- Austrogyncantha
- Austrophlebia
- Basiaeschna
- Boyeria
- Brachytron
- Caliaeschna
- Castoraeschna
- Cephalaeschna
- Coryphaeschna
- Dendroaeschna
- Epiaeschna
- Gomphaeschna
- Gynacantha
- Gynacanthaeschna
- Heliaeschna
- Hemianax
- Indaeschna
- Nasiaeschna
- Limnetron
- Linaeschna
- Nasiaeschna
- Neuraeschna
- Notoaeschna
- Oligoaeschna
- Oplonaeschna
- Oreaeschna
- Periaeschna
- Petaliaeschna
- Planaeschna
- Plattycantha
- Polycanthagyna
- Racenaeschna
- Remartinia
- Rhionaeschna
- Sarasaeschna
- Spinaeschna
- Staurophlebia
- Subaeschna
- Telephlebia
- Tetracanthagyna
- Triacanthagyna

### Alcune specie

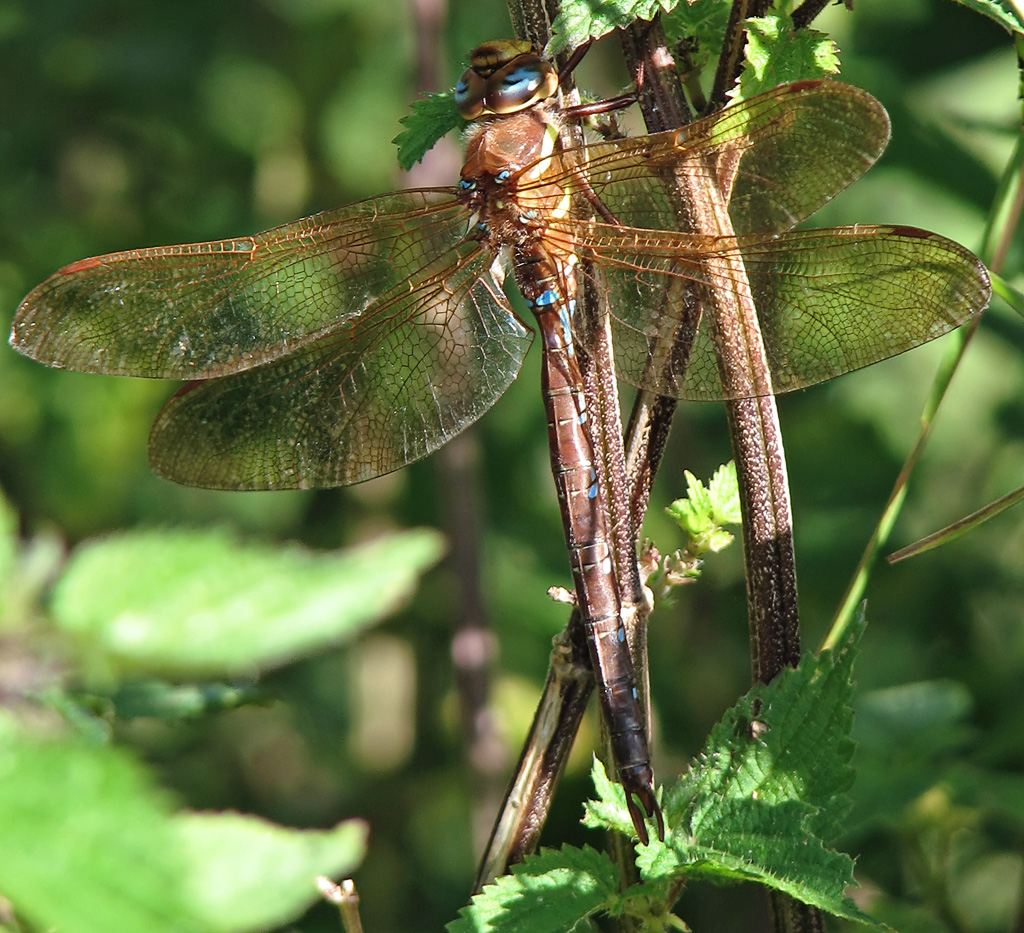
Aeshna grandis
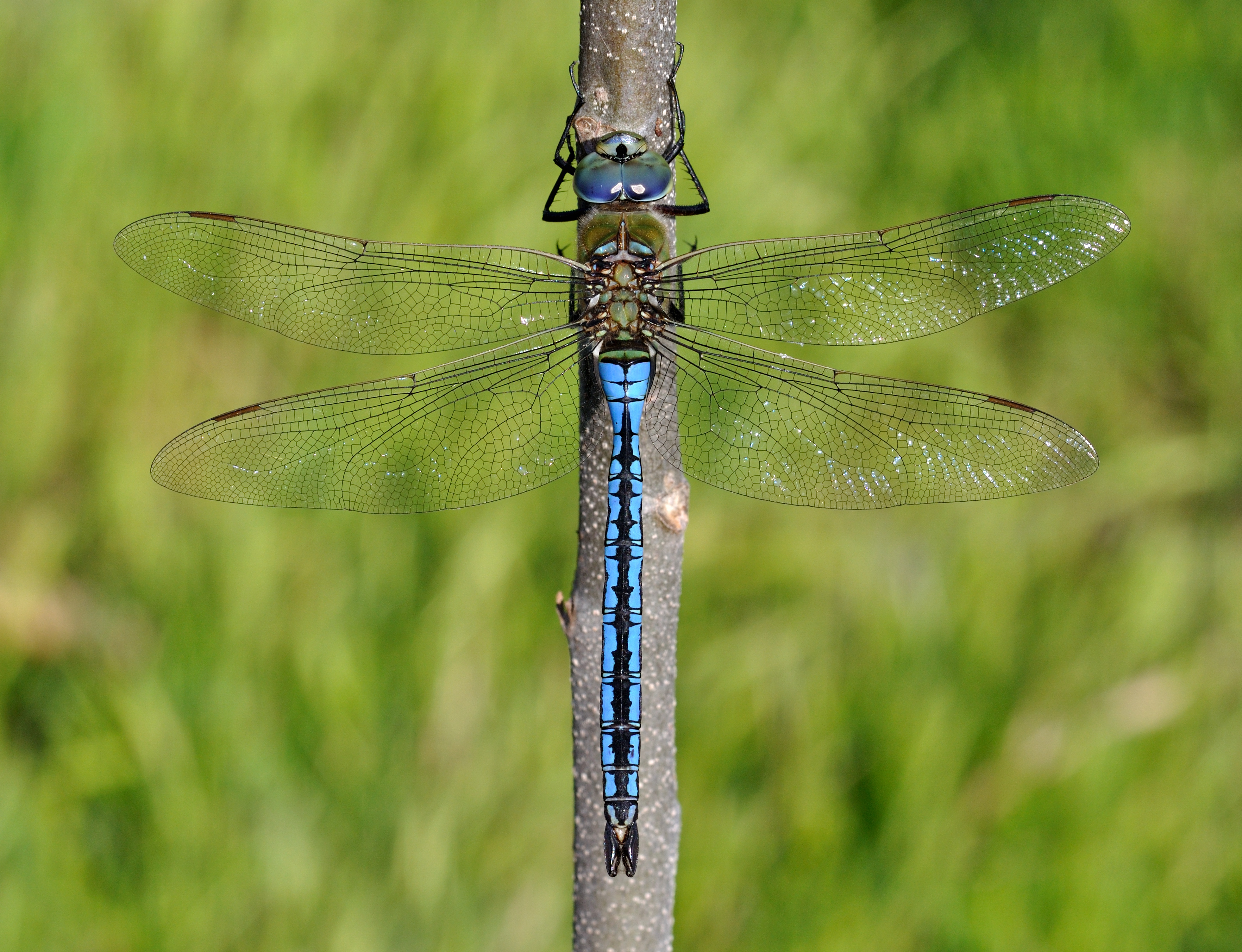
Anax imperator
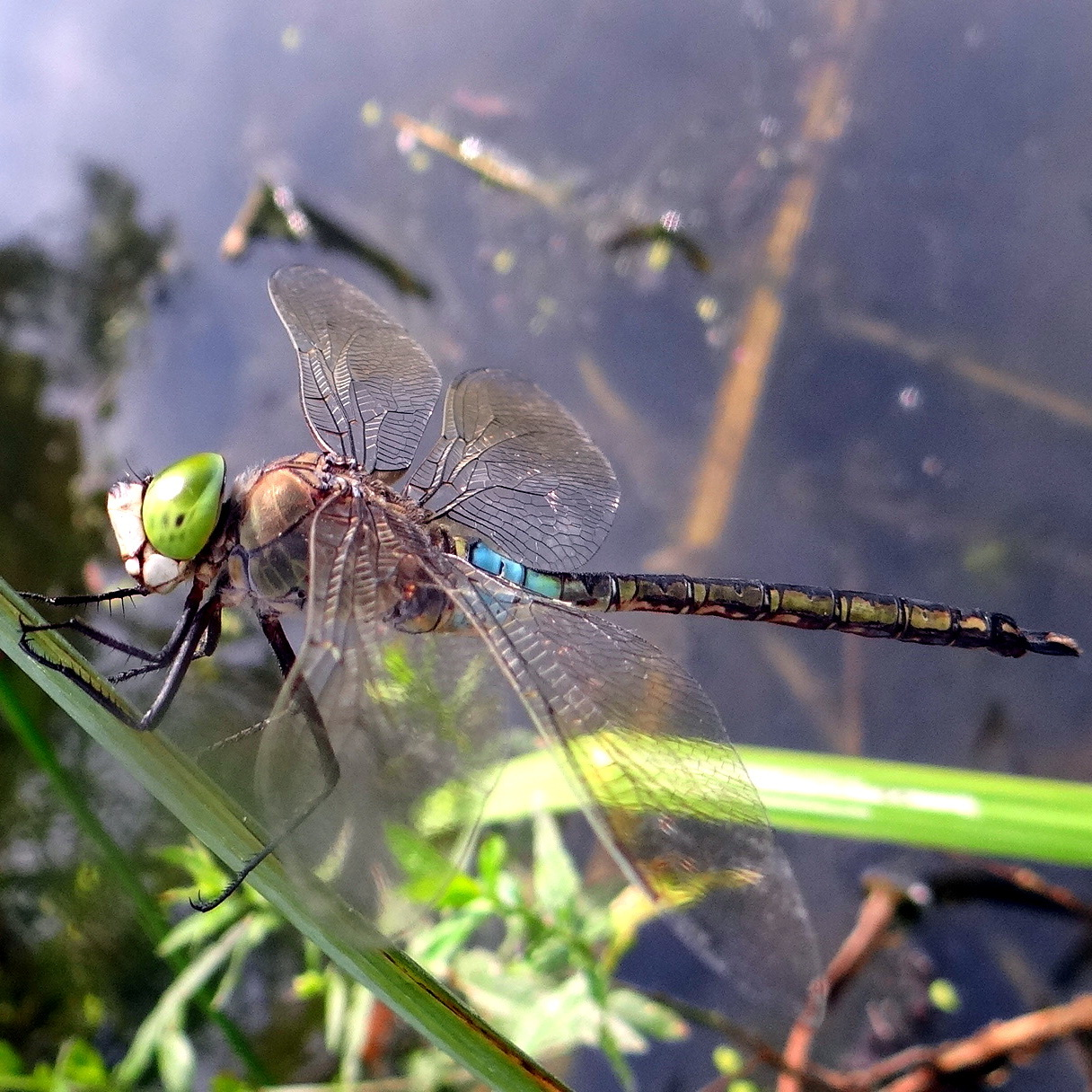
Anax parthenope
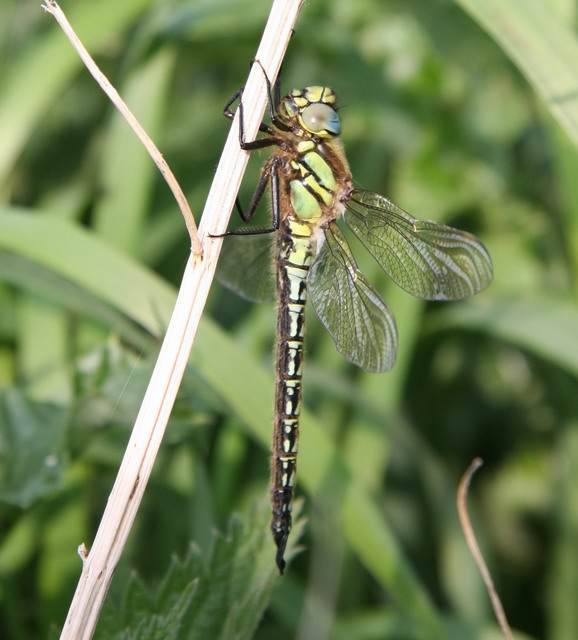
Brachtyron pratense
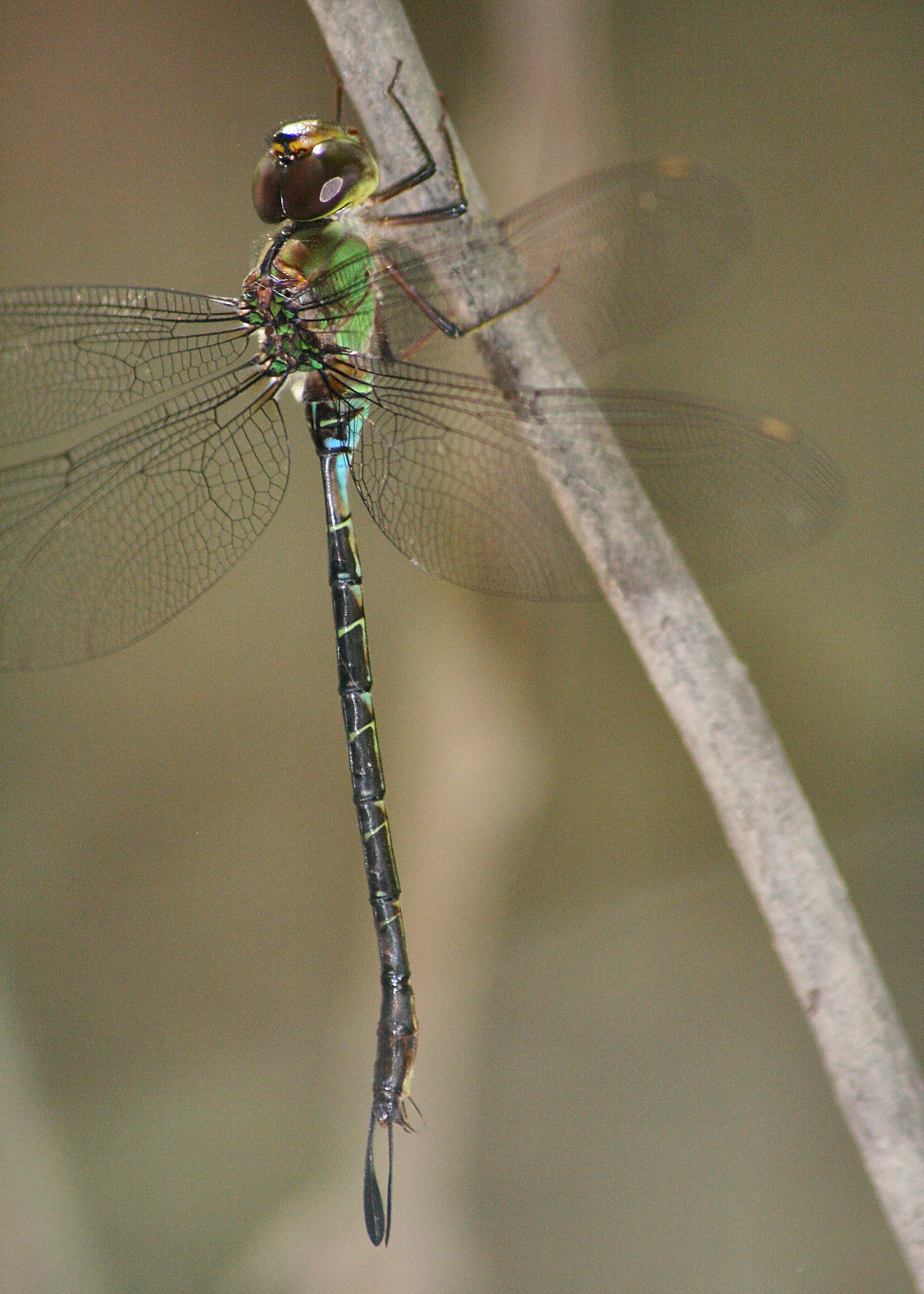
Gynacantha mocsaryi